# Indre i Loara
Indre i Loara (fr. Indre-et-Loire, wymowaⓘ, ɛ̃dʀeˈlwaːʀ) – francuski departament położony w Regionie Centralnym-Dolinie Loary. Departament oznaczony jest liczbą 37. Departament został utworzony 4 marca 1790 roku. Jego nazwa pochodzi od nazw rzek Indre i Loary.
Według danych na rok 2012 liczba zamieszkującej departament ludności wynosi 590 515 os. (96 os./km²); powierzchnia departamentu to 6127 km². Ośrodkiem administracyjnym (prefekturą) i największym miastem departamentu jest Tours.
W 2023 roku w skład departamentu wchodziły 272 gminy (lista).

## Miejscowości
Największe miejscowości departamentu (w nawiasach liczba ludności w 2021 roku):

- Tours (137 658)
- Joué-lès-Tours (38 183)
- Saint-Cyr-sur-Loire (17 004)
- Saint-Pierre-des-Corps (15 909)
- Saint-Avertin (15 000)
- Amboise (12 938)
- Chambray-lès-Tours (11 589)
- Montlouis-sur-Loire (11 048)
- Fondettes (10 741)
- La Riche (10 325)
- Ballan-Miré (8217)
- Chinon (8052)
- Monts (7914)
- Veigné (6568)
- Esvres (6208)
- Loches (6180)
- La Ville-aux-Dames (5584)
- Bléré (5280)
- Luynes (5075)
- Monnaie (4737)
- Véretz (4732)
- Château-Renault (4727)
- Montbazon (4717)
- Langeais (4335)
- Notre-Dame-d’Oé (4191)
- Sainte-Maure-de-Touraine (4144)
- Cinq-Mars-la-Pile (3842)
- Bourgueil (3728)
- Chanceaux-sur-Choisille (3519)
- Nazelles-Négron (3512)